# 羣青
『羣青』（ぐんじょう）は、中村珍による漫画作品。2007年から2009年まで講談社の漫画雑誌『モーニング2』誌上に連載された後、2010年から2012年まで小学館の漫画雑誌『月刊IKKI』に発表の場を移して連載された。
自分を慕うレズビアンに夫を殺させた女性と、好きな女に頼まれて殺人を犯したレズビアンの女性。2人の女の宛ての無い旅路を描いたロードムービー。作中の記述から2007年の物語であることがわかる。2007年は『羣青』が連載開始された年である。登場キャラクターの本名は作中では一切明らかにされないが、作者による通称は公表されている。また単行本の巻末では一部のキャラクターの基本的なデータが明かされている。上巻、中巻では脇役キャラクターが、最終巻では主要キャラクターのデータが公開された。
2021年、『彼女』（英語題名 Ride or Die）のタイトルでNetflixにより映像化。

## 登場人物

### 主要人物
メガネさん（江崎草子、旧姓・下条）
黒髪・眼鏡の女性(29)。著者による通称を「メガネさん」という。
レズビアンの女性に頼んで夫を殺させた女性。
第5話で夫の名前が明らかになることから結婚後の名字は「江崎」であることが分かるが、作中では最後まで旧姓は明かされない。
高校時代は陸上部に所属し、インターハイで2位を記録。
20代前半で結婚。玉の輿に乗るが、夫からの暴力に悩む。
第7話で眼鏡を割って以降は眼鏡をかけていない。
愛車はBMW645Ci。
レズさん（大高智代美）
金髪でたびたび外国人と間違われる容姿が特徴のレズビアンの女性(29)。著者による通称を「レズさん」という。
大金持ちのお嬢様で何不自由なく暮らしているが同性愛者。
高校時代からメガネさんのことが好き。
高校卒業後は大学に進学して獣医師として働くが、第５話で動物が苦手だったことが判明。
メガネさんの結婚後は年上のレズビアンと長く付き合うことになる。
愛車はメルセデス・ベンツCLS550。

### ゲスト
彼女さん
レズさん（金髪）の元彼女。著者による通称を「彼女さん」という。
第10話・第5話・第3話・番外編に登場。
金髪と10年弱連れ添ったレズビアン。職業は地方公務員。
中国・四国地方のものと思われる方言と標準語を織り交ぜて話す。
愛犬家で魚好きでもある（魚漢字の湯呑みを使用しており金魚も飼育している）。
彼女さんの両親
第10話・番外編に登場。
「本州のケツの方から?」という彼女さんの発言から西日本在住であることがわかる。
愛犬家でありメスの土佐犬を飼育。
父親の好物は浅草名物の雷おこし。
レズさんの兄
第11話に登場。レズさんに「兄（あん）ちゃん」と呼ばれている。
愛車はフォード・マスタングGT。
メガネさんの父親
第3話に登場。暴力的。既に亡くなっている。
陸上部のライバル
第3話・番外編に登場。高校時代は眼鏡と同じ陸上部に所属していた。
現在は会社員であると思われる。部下には「主任」と呼ばれている。
上巻の巻末で付録的に基本データが公開される。本名は切原英子（きりはら えいこ）。
息子と死別した女性
第2話・番外編に登場。実子を事故死させてしまい、家を追い出された主婦。
神奈川県小田原市国府津出身。地元の海で入水自殺を図るが一旦は未遂に終わる。
上巻の巻末で付録的に基本データが公開される。本名は楢崎恵美（ならさき めぐみ）。
ギャル
第1話・番外編に登場。図々しく身勝手な子供。どこか憎めない。
見かけによらず理数系のインテリ。バイト先の先輩に恋をしている。
上巻の巻末で付録的に基本データが公開される。本名は千葉京子（ちば きょうこ）。
動物病院に勤務する男性
第1話・番外編に登場。レズさん（金髪）に片思いをしている。
レズさんを「先生」と呼ぶことから部下であると思われる。
上巻の巻末で付録的に基本データが公開される。本名は伊坂賢（いさか けん）。

## 書誌情報
- 上巻（2010年2月25日発売）ISBN 978-4-09-188509-8
- 中巻（2011年1月28日発売）ISBN 978-4-09-188537-1
- 下巻（2012年5月30日発売）ISBN 978-4-09-188577-7 描き下ろしを収録

## 映像化
Netflixにより、水原希子とさとうほなみのダブル主演で『彼女』（かのじょ、英語題名 Ride or Die）として映画化され、2021年4月15日に配信。監督は廣木隆一が務める。長編を短編に落とし込むにあたり、“「羣青」をガイドにして、自分たちの『彼女』を作っていく感覚”で制作された。
本作では、主にラブシーンや肌の露出のあるシーンの撮影を安全かつスムーズに進めるために「インティマシーコーディネーター」が日本映画で初めて導入された。

### 出演
- 水原希子
- さとうほなみ
- 新納慎也
- 田中俊介
- 烏丸せつこ
- 南沙良
- 鈴木杏
- 田中哲司
- 真木よう子
- 植村友結

### スタッフ
- 監督：廣木隆一
- 原作：中村珍
- 脚本：吉川菜美
- エグゼクティブプロデューサー：坂本和隆
- プロデューサー：梅川治男
- 音楽：森山公稀
- テーマ曲：細野晴臣